# Porphyrinia exigua
Porphyrinia exigua là một loài bướm đêm trong họ Noctuidae.